# 結合部位

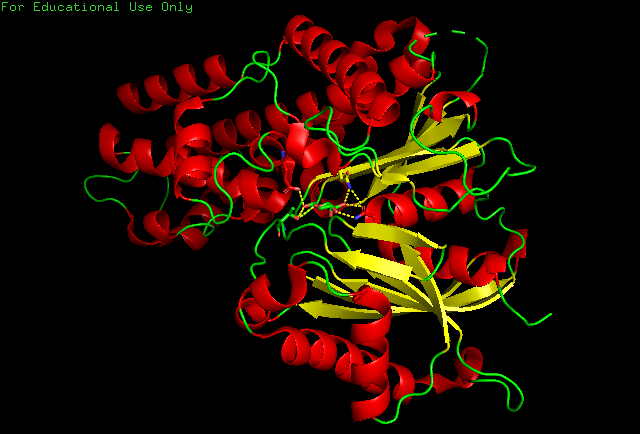
グルコースは解糖開始時の活性部位でヘキソキナーゼと結合する。

生化学および分子生物学において、結合部位（けつごうぶい、英: Binding site）は、他の分子と特異的に結合するタンパク質などの高分子上の領域である。高分子の結合相手は、しばしばリガンドと呼ばれる。リガンドは、他のタンパク質（タンパク質-タンパク質相互作用をもたらす）、酵素基質、セカンドメッセンジャー、ホルモン、またはアロステリック調節因子を含むことができる。結合事象は、常にではないが、タンパク質の機能を変化させるコンホメーション変化を伴うことがよくある。タンパク質の結合部位への結合は、ほとんどの場合は可逆的（一過性および非共有結合）であるが、共有結合的な可逆的または不可逆的でありうる。 

## 機能
タンパク質上の結合部位にリガンドが結合すると、しばしばタンパク質のコンホメーション（立体配座）の変化を引き起こし、細胞機能が変化をもたらす。そのため、タンパク質上の結合部位はシグナル伝達経路の重要な部分となっている。リガンドの種類には、神経伝達物質、毒素、神経ペプチド、ステロイドホルモンなどがある。結合部位は、酵素触媒作用、分子経路シグナル伝達、恒常性調節、生理機能など、多くの状況で機能の変化を引き起こす。結合部位の電荷、立体形状、幾何構造は、特異性の高いリガンドの選択的な結合を可能にし、タンパク質が担う細胞間相互作用の特定のカスケードを活性化する。 

### 触媒作用

反応を触媒する酵素の存在下で活性化エネルギーは低下する。

酵素は、基質や生成物よりも遷移状態に強く結合することで触媒反応を引き起こす。触媒結合部位では、いくつかの異なる相互作用が基質に作用することがある。これらの相互作用には、電気触媒、酸および塩基触媒、共有結合触媒、金属イオン触媒などがある。これらの相互作用は、高エネルギー分子を安定化させるために有利な相互作用を提供することにより、化学反応の活性化エネルギーを減少させる。酵素の結合により、反応に無関係な物質をより接近させ、排除することができる。副反応もまた、この特異的な結合によって抑制される。 
このような作用を行うことができる酵素の種類には、酸化還元酵素、転移酵素、加水分解酵素、分解酵素、異性化酵素、および合成酵素が含まれる。 
例えば、転移酵素ヘキソキナーゼは、グルコースのリン酸化を触媒してグルコース-6-リン酸を作る。ヘキソキナーゼの活性部位残基は、活性部位におけるグルコース分子の安定化を可能にし、有利な相互作用の代替経路の開始を促進し、活性化エネルギーを減少させる。 

### 阻害
阻害剤結合(inhibitor binding)によるタンパク質の阻害は、経路制御、恒常性制御、生理学的機能の阻害を誘発する可能性がある。 
競合阻害剤は、基質と競合して活性部位で遊離酵素に結合するため、結合時に酵素-基質複合体の産生を阻害する。たとえば、一酸化炭素中毒は、ヘモグロビン中の酸素ではなく一酸化炭素が競合的結合することによって引き起こされる。 
あるいは不競合阻害剤は、活性部位で基質と同時に結合する。酵素基質 (ES) 複合体に結合すると、酵素基質阻害剤 (ESI) 複合体が形成される。競合阻害剤と同様に、生成物の形成速度も低下する。 
最後に、混合阻害剤は、遊離酵素と酵素-基質複合体の両方に結合することができる。しかしながら、競合阻害剤および不競合阻害剤とは対照的に、混合阻害剤はアロステリック部位に結合する。アロステリック結合は、基質に対するタンパク質の親和性を高める可能性のあるコンフォメーション変化を引き起こす。この現象を正変調と呼ぶ。逆に、基質に対するタンパク質の親和性を低下させるアロステリック結合は、負変調と呼ばれている。 

## 種類

### 活性部位
活性部位では、基質が酵素と結合して化学反応を引き起こす。基質、遷移状態、および生成物は、あらゆる競合阻害剤と同様に、活性部位に結合することができる。例えば、タンパク質機能の状況において、筋肉細胞におけるトロポニンへのカルシウムの結合は、トロポニンのコンホメーション変化を誘発する可能性がある。これにより、トロポミオシンが、ミオシン頭部が結合するアクチン-ミオシン結合部位を露出させ、クロスブリッジを形成し、筋収縮を誘発することができる。 
血液との関連で、競合的結合の例は、ヘム上の活性部位を酸素と競合する一酸化炭素である。一酸化炭素の高い親和性は、低酸素濃度の存在下で、酸素に勝ることがある。このような状況で、一酸化炭素の結合は、ヘムの酸素への結合を阻害するコンホメーション変化を誘導し、一酸化炭素中毒を引き起こす。 

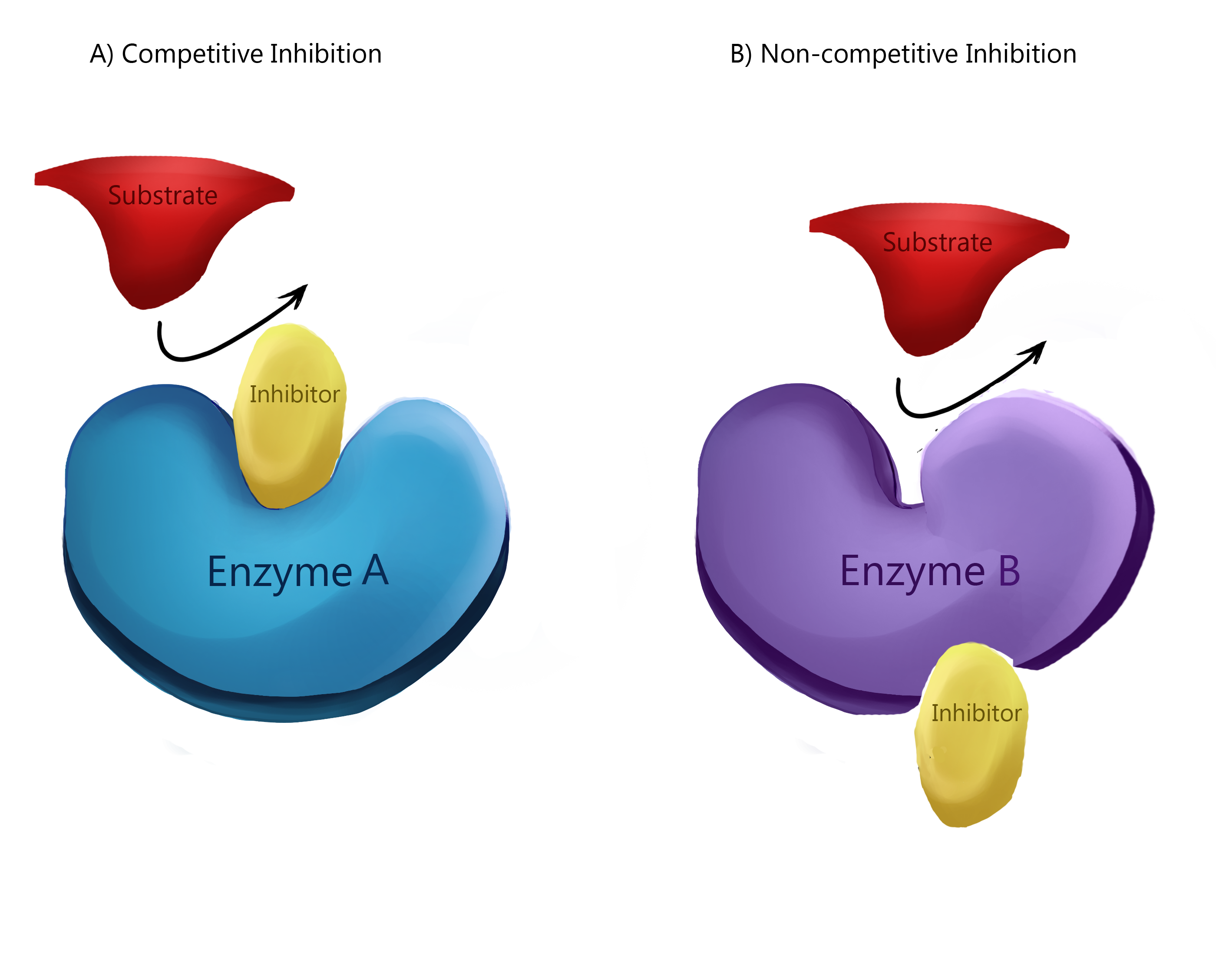
活性部位と調節部位（アロステリック部位）での競合的（左）および非競合的（右）な酵素結合を示す。

### アロステリック部位
アロステリック部位（または調節部位とも）では、リガンドの結合により、タンパク質の機能が増幅または阻害される可能性がある。多量体酵素のアロステリック部位へのリガンドの結合は、多くの場合、正の協同作用を誘導する。すなわち、第一の基質の結合が好ましいコンホメーション変化を誘導し、酵素が第2の基質に結合する可能性を高める。調節部位リガンドには、ホモトロピック・リガンドおよびヘテロトロピック・リガンドが含まれ、それぞれ単一または複数のタイプの分子が酵素活性に影響を与える。 
高度に調節された酵素は、しばしば代謝経路において不可欠である。たとえば、解糖系でフルクトースをリン酸化するホスホフルクトキナーゼ (PFK) は、ATPによって主に調節されている。解糖系におけるその調節は、経路の関与段階 (committing step) と律速段階であるために不可欠である。PFKはまた、異化経路を通じてATPを形成するために指定されたグルコースの量も制御する。したがって、ATPが十分のレベルでは、PFKはATPによってアロステリックに阻害される。この調節は、他の経路のために必要となる可能性のあるグルコースの予備を効率的に保存する。クエン酸回路の中間体であるクエン酸も、PFKのアロステリック調節因子として働いている。 

### 単鎖および多鎖結合部位
結合部位は、その構造的特徴によっても特徴付けることができる。モノデズミック ("monodesmic", μόνος: single, δεσμός: binding) リガンドの単鎖部位は、単一のタンパク質鎖によって形成されるが、ポリデズミック ("polydesmic", πολοί: many) リガンドの多鎖部位は、タンパク質複合体では頻繁に見られ、通常はタンパク質界面やその近傍にある複数のタンパク質鎖を結合するリガンドによって形成される。最近の研究では、結合部位の構造がタンパク質複合体の生物学（機能の進化、アロステリー）に大きな影響を与えることが明らかになってきている。 

## 結合曲線

シグモイドと双曲線の結合パターンは、酵素の協同性と非協同性を示している。

結合曲線は、タンパク質に対するリガンドの結合挙動を説明する。曲線は、シグモイド（S字）または双曲線の形状によって特徴付けることができ、タンパク質がそれぞれ協同的または非協同的な結合挙動を示すかどうかを反映している。通常、横軸はリガンドの濃度を表し、縦軸はすべての利用可能な結合部位に結合したリガンドの分画飽和度 (fractional saturation) を表す。曲線の形状を決定する際には、通常、ミカエリス・メンテン式が使用される。ミカエリス・メンテン式は定常状態に基づいて導出され、溶液中で起こる酵素反応を説明する。しかし、酵素が基質に結合している間に反応が起こると、反応速度は異なった形になる。 
血液中のヘモグロビンやミオグロビンへの酸素の結合親和性を評価する場合は、結合曲線を用いたモデリングが有用である。4つのヘム基を持つヘモグロビンは、協同的結合を示す。すなわち、ヘモグロビン上のあるヘム基に酸素が結合することで、次のヘム基に対する酸素の結合好適性が高まるような好ましいコンフォメーション変化が誘発される。このような状況では、ヘモグロビンの結合曲線は、酸素に対する結合好適性が増加するためシグモイド型（S字）になる。ミオグロビンはヘム基を1つしか持たないため、結合曲線上で双曲線となる非協同的な結合を示す。 

## 用途
異なる生物とヒトとの間の生化学的な違いは、医薬品開発に役立つ。例えば、ペニシリンはDD-トランスペプチダーゼを阻害することで細菌の酵素を死滅させ、細菌の細胞壁の発育を破壊し、細胞死を誘導する。このように、結合部位の研究は、がんの機構、製剤、生理学的調節など多くの分野の研究に関連している。タンパク質の機能を阻害する阻害剤の製剤化は、薬物療法の一般的な形態である。 

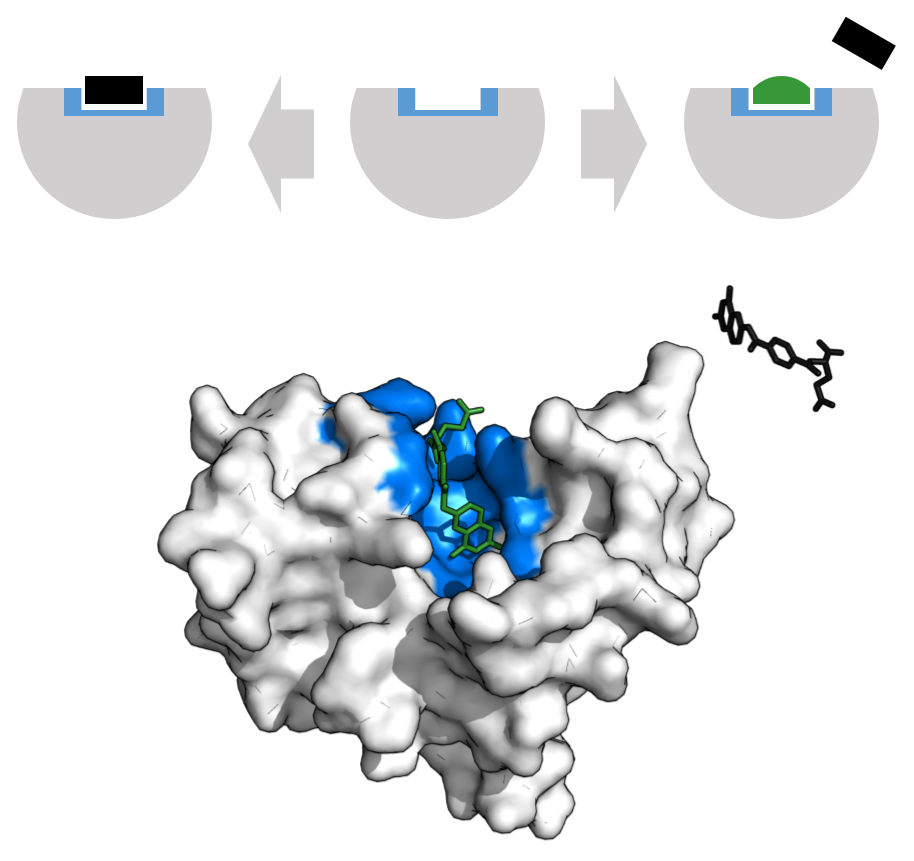
メトトレキサートは、基質の葉酸を競合させることでジヒドロ葉酸レダクターゼを阻害する。結合部位は青、阻害剤が緑、基質が黒。

がんの範囲では、天然のリガンドと類似した外観を持つように編集されたリガンドが、腫瘍の成長を阻害するために使用される。例えば、化学療法剤であるメトトレキサートは、ジヒドロ葉酸レダクターゼの活性部位で競合阻害剤として作用する。この相互作用は、テトラヒドロ葉酸の合成を阻害し、DNA、RNA、タンパク質の産生を遮断する。この機能を阻害することで、腫瘍性成長を抑制し、重度の乾癬や成人の関節リウマチが改善される。 
循環器系の疾患では、高血圧患者の治療にβ遮断薬などの薬物が使われている。β遮断薬は、心臓および血管内のβ1およびβ2受容体へのホルモンであるアドレナリンおよびノルアドレナリンの結合を阻害する降圧剤である。これらの受容体は通常、交感神経の「戦うか逃げるか反応」を媒介し、血管の収縮を引き起こす。 
競合阻害剤も広く商業的に見られる。ボトックス (Botox) として商業的に知られているボツリヌス毒素は、アセチルコリン依存性神経との結合により、筋肉の弛緩性麻痺を引き起こす神経毒である。この相互作用は筋収縮を抑制し、平滑筋のような外観を与える。 

## 予測
タンパク質の結合部位の位置を予測するために、多くの計算ツールが開発されている。これらのツールは、配列に基づくものと構造に基づくものに大別される。配列に基づく手法は、結合部位などタンパク質の機能的に保存されている部分の配列が保存されていることを前提としている。構造に基づく方法は、タンパク質の三次元構造を必要とする。これらの方法は、鋳型に基づく方法とポケットに基づく方法に細分化される。鋳型に基づく方法では、標的タンパク質と結合部位が既知のタンパク質との三次元的な類似性を検索する。ポケットに基づく方法では、疎水性や水素結合能などの特徴を備え、リガンドを高い親和性で結合できる、標的タンパク質の凹面や埋もれたポケットを検索する。ここではポケットという用語が使われているが、同様の方法を使用して、より平面的なタンパク質-タンパク質相互作用で使用される結合部位を予測できる。 